# 六价铬

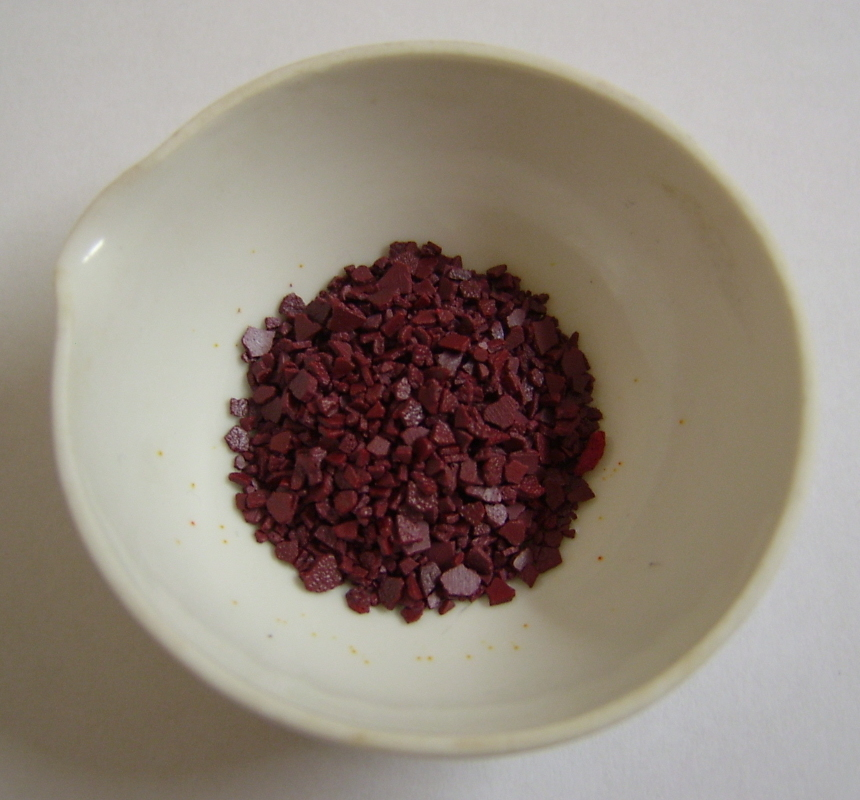
三氧化铬是六价铬的例子

六价铬，又称铬(VI)或Cr(VI)，是任何含有氧化态+6的铬的化合物。几乎所有的铬矿都是通过一种六价铬化合物——重铬酸钠加工的。六价铬是所有由铬制成的材料的关键。1985年人们约生产了136,000公噸（150,000英噸）的六价铬。
六价铬化合物包括三氧化铬以及各种铬酸盐和重铬酸盐。六价铬用于纺织染料、木材防腐、防蚀剂、铬酸盐转化涂层以及各种小众用途。六价铬化合物的工业用途包括染料、油漆、油墨和塑料中的铬酸盐颜料，作为防腐剂添加到油漆、底漆和其他表面涂层中的铬酸盐以及电镀到金属部件上以提供装饰或保护涂层的铬酸。在进行如在不锈钢上进行焊接或熔化铬金属等“热加工”时，也会形成六价铬。在这些情况下的铬最初不是六价的，但过程中涉及的高温会使铬被氧化，将铬转化为六价。六价铬也存在于饮用水和公共供水系统中。
由于六价铬的氧化性，它有毒且具会致癌（国际癌症研究机构一类致癌物）。如果吸入六价铬，会导致肺癌。此外，人们还观察到接触六价铬与鼻子和鼻窦的癌症之间存在正相关。许多职业的工人都会接触到六价铬，其中有问题的暴露发生在处理含有铬酸盐的产品的工人以及研磨和焊接不锈钢的工人中。接触六价铬的工人患肺癌、哮喘或鼻上皮和皮肤损伤的风险增加。